# 安曇野市立豊科東小学校
安曇野市立豊科東小学校（あづみのしりつとよしなひがししょうがっこう）は、長野県安曇野市豊科田沢にある市立小学校。

## 沿革
- 1987年（昭和57年）4月1日 - 豊科北小学校から分離開校[1]。
- 2005年（平成17年）10月1日 - 南安曇郡豊科町・穂高町・三郷村・堀金村と東筑摩郡明科町が合併して安曇野市となったことに伴い、安曇野市立豊科東小学校に改称。

## 学区
- 安曇野市豊科光の全域、豊科田沢、豊科高家の各一部[2]

## 卒業後の進路
卒業生は公立中学校に進学する場合、基本的に豊科北中学校へ進学する。

## 交通
- JR篠ノ井線田沢駅から 約0.2km